# Nusach
Nusach hebr. נוּסַח, betyder text eller version. Nusach syftar antingen på valet av textversion (Siddurupplaga) eller valet av tonsättning av den judiska synagogsgudstjänstens liturgi (som även används vid enskild bön av personer bosatta långt från en synagoga). Det handlar då främst om hur utformningen av böneläsningen går till. Ortodoxa judar ber bönegudstjänsterna uteslutande på hebreiska eller (i de fall det är bönernas originalspråk, vilket exempelvis är fallet med Kaddish) på arameiska.

## Versioner
Varje synagogsförsamling väljer att enas om vilken nusach (siddurupplaga) som skall användas gemensamt. Bland ortodoxa europeiska judar rör det sig antingen om: 
- Nusach Ashkenaz (tillämpas av icke-chassidiska östeuropeiska, centraleuropeiska och västeuropeiska judar)
- Spansk-portugisisk sefardisk nusach (tillämpas av sefardiska judar med spanska eller portugisiska rötter)
- Nusach Edot ha-Mizrach (tillämpas av sefardiska judar i Grekland och Turkiet, samt av mizrachi-judar i mellanöstern)
- Nusach Sefard (tillämpas av chassidiska judar – som själva är ashekanzi-judar – och utgör en kompromiss mellan Nusach Ashkenaz och Nusach Edot ha-Mizrach, därav det förvirrande eller missvisande namnet)
- Nusach Ari (Ett specialfall av Nusach Sefard, som tillämpas av församlingar tillhörande den chasidiska gruppen chabad.

Utanför ortodoxt judiska sammanhang har övriga judiska riktningar sammanställt sina egna siddurupplagor. 
Reformjudar använder ofta någon nusach som betonar hoppet om en messiansk tidsålder snarare än hoppet om en personlig Messias, och tanken på en kroppslig uppståndelse gås förbi i tystnad. Morgonbönens inledande del om tempeloffren utesluts ofta från reformjudisk nusach. Reformjudar ber inte om Templets återuppbyggande. Hebreiska och folkspråket blandas ofta i reformjudiska bönegudstjänster, med tyngdpunkt på folkspråket.
Konservativa judar använder ofta en nusach, som kompletterar eller ersätter morgonbönens inledande del om tempeloffren med bibelcitat om etik, exempelvis Jes. 1:11ff, Ps. 51:16-21, Hos. 6:6, Mika 6:7-8 och Ord. 21:3. I likhet med reformjudar är det ovanligt att konservativa judar ber om Templets återuppbyggande. Balansen mellan hebreiska och folkspråket kan variera avsevärt mellan olika konservativa miljöer.
Rekonstruktionistisk judendom har först på senare tid börjat sammanställa egna nusachot. Sedan några decennier tillbaka experimenterar den judiska förnyelserörelsen med att blanda chassidiska och reformjudiska inslag i bönegudstjänsterna.